# 鯰礦泉前站
鯰礦泉前站（日语：／ Namazukōsenmae eki */?）是位於富山縣富山市四方荒屋，富山地方鐵道（地鐵）射水線的鐵路車站（廢站）。

## 歷史
- 1924年（大正13年）10月12日：越中電氣軌道富山北口站至四方站之間開通，今市站（日语：／）啟用[1]。
- 1927年（昭和2年）2月13日：鐵路公司名稱改為越中鐵道。成為越中鐵道的車站[2]。
- 1929年（昭和4年）：改名為鯰礦泉前站[3]。
- 1943年（昭和18年）1月1日：隨著進行交通整合，成為富山地方鐵道射水線的車站[1][2]。
- 1980年（昭和55年）4月1日：射水線廢除，此站也被廢除[1][2]。

## 車站構造
截至車站廢除前，此站是一座地面車站，設有1面1線的單式月台。月台在路軌的東邊（新港東口方向的列車會開啟右邊車門）。
此站是無人車站，沒有站舍。在月台中央部分設有候車室。

## 車站周邊
- 富山縣道207號四方新中茶屋線（日语：富山県道207号四方新中茶屋線）
- 鯰溫泉（日语：鯰温泉） - 在車站對出設有2間溫泉旅館[5][4]。
- 富山市立倉垣小學（日语：富山市立倉垣小学校）

## 現狀
截至1997年（平成9年），從車站遺址的一堆泥土，可確認月台的部分痕跡。在2006年（平成18年）5月的情況也是同樣，還可確認候車室的混凝土地基。在2010年（平成22年）的情況也是同樣。
在鯰溫泉正門處，展出了曾敷設在鯰礦泉前站的路軌（由德國的聯合製造）和枕木。當中刻上了越中電氣軌道的開業年份1924年。

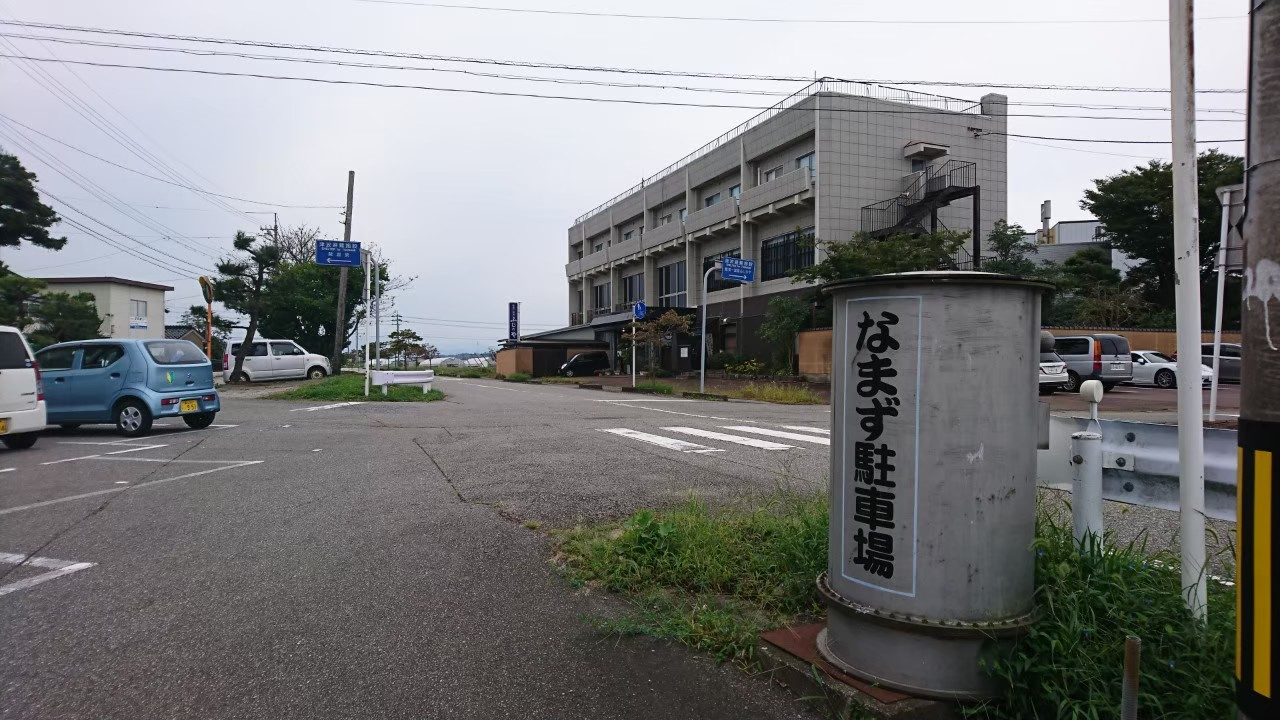
鯰溫泉前站遺址（2020年9月）
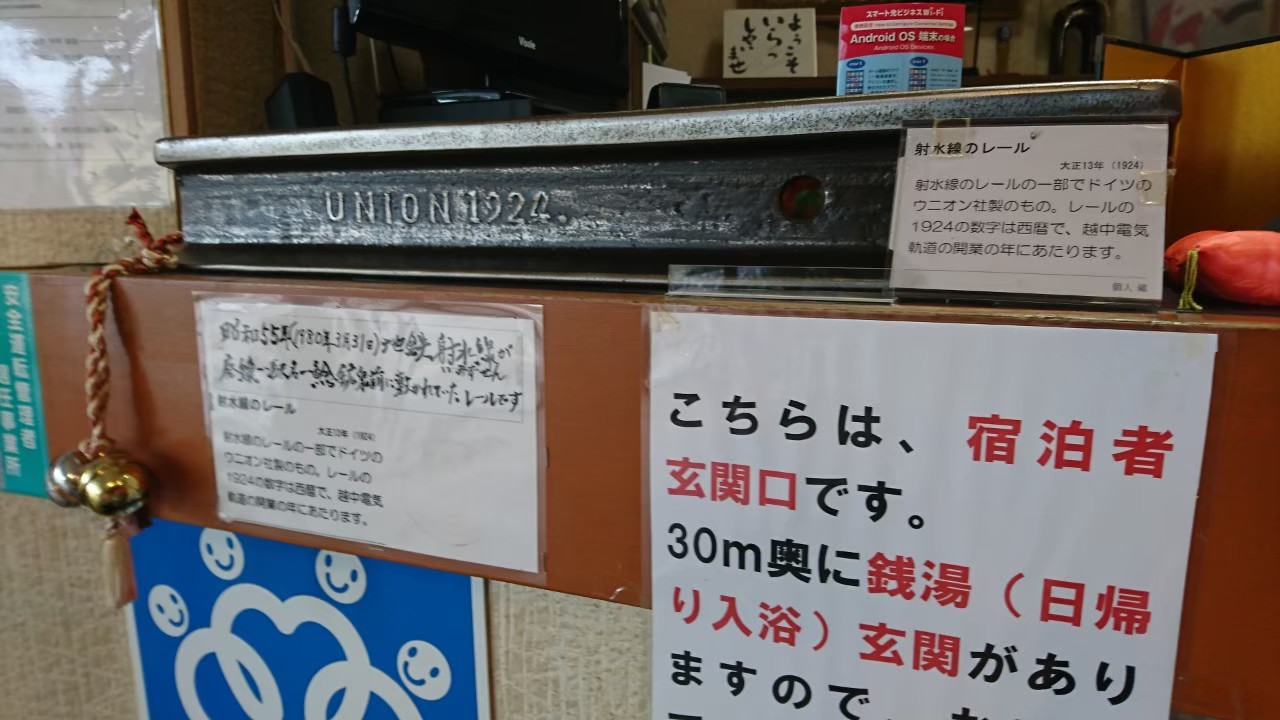
在鯰溫泉內展出的路軌（2020年9月）
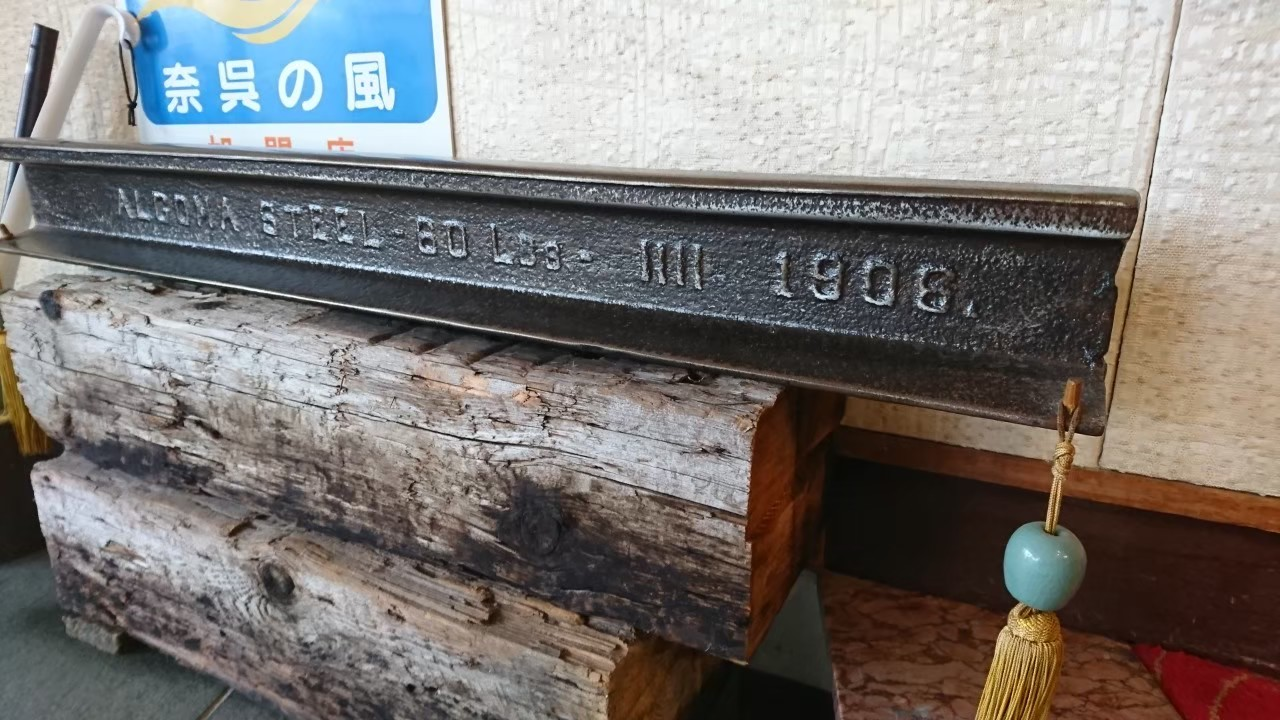
在鯰溫泉內展出的路軌和枕木（2020年9月）

## 相鄰車站
富山地方鐵道
射水線
布目－鯰礦泉前－四方

## 注腳
1. 1 2 3  《日本鐵道旅行地圖帳 全線全站全廢線 6 北信越》（監修：今尾惠介，新潮社，2008年10月發行）34頁
2. 1 2 3  （JTB出版，2010年4月發行）211-212頁
3. 1 2  （著：寺田裕一，NEKO PUBLISHING，2010年12月發行）49,52頁
4. 1 2 3 4 5  《RM LIBRARY 107 富山地鐵笹津・射水線》（著：服部重敬，NEKO PUBLISHING，2008年7月發行）38-41頁
5. 1 2  《富山廢線紀行》（著：草卓人，桂書房，2008年7月發行）64頁。
6. ↑  （JTB出版，1997年5月發行）108-109頁
7. ↑  49-51頁

## 相關項目
- 日本鐵路車站列表 Na